# Brachylophora
Brachylophora is een kevergeslacht uit de familie van de boktorren (Cerambycidae). De wetenschappelijke naam van het geslacht werd voor het eerst geldig gepubliceerd in 2011 door Clarke.

## Soorten
Brachylophora is monotypisch en omvat slechts de volgende soort:
- Brachylophora auricollis (Bruch, 1918)